# Liste von Bergwerken im Hunsrück

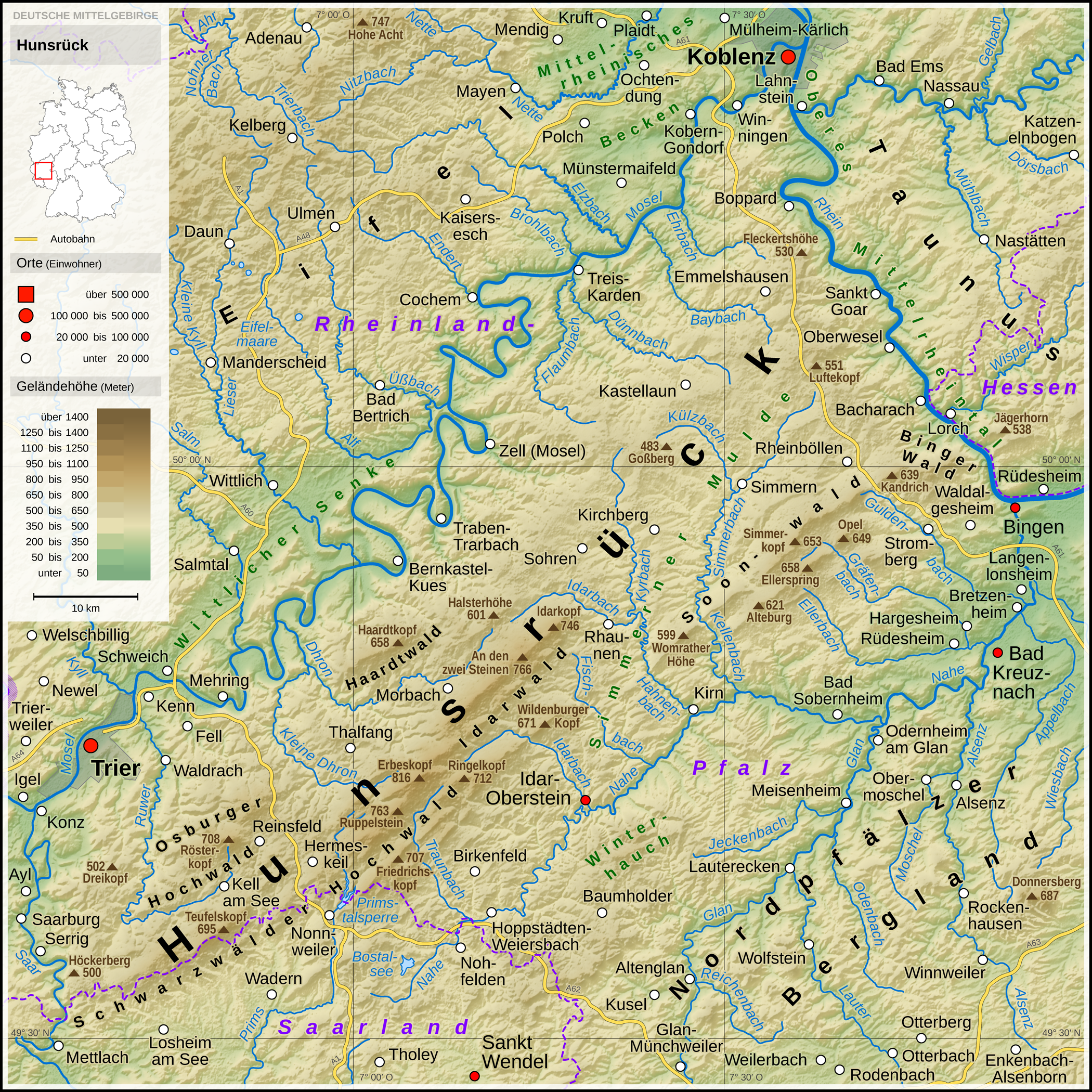
Hunsrück

Die Liste von Bergwerken im Hunsrück enthält Bergwerke und Betriebspunkte im Hunsrück.

## Geschichte
Bergbau im Hunsrück existierte bereits in römischer Zeit und ging vor allem auf Blei-, Zink- und Kupfererze um. Kohleabbau war nicht lohnend. Wirtschaftlich attraktiv waren vor allem folgende Lagerstätten:
- Werlau-Wellmicher-Gangzug zwischen Alterkülz und Wellmich,
- Telliger Gangzug zwischen Zell und Sevenich,
- Altlayer Gangzug zwischen Peterswald und Minheim.

Heutzutage findet kein aktiver Erzabbau statt.

## Liste
- Liste von Bergwerken im Landkreis Bernkastel-Wittlich
- Liste von Bergwerken im Landkreis Birkenfeld
- Liste von Bergwerken im Landkreis Cochem-Zell
- Liste von Bergwerken im Landkreis Mainz-Bingen
- Liste von Bergwerken im Landkreis Merzig-Wadern
- Liste von Bergwerken im Landkreis Trier-Saarburg
- Liste von Bergwerken im Rhein-Hunsrück-Kreis